# La Valle (Wisconsin)
La Valle é uma vila localizada no estado norte-americano de Wisconsin, no Condado de Sauk.

## Demografia
Segundo o censo norte-americano de 2000, a sua população era de 326 habitantes.
Em 2006, foi estimada uma população de 306, um decréscimo de 20 (-6.1%).

## Geografia
De acordo com o United States Census Bureau tem uma área de
1,2 km², dos quais 1,1 km² cobertos por terra e 0,1 km² cobertos por água. La Valle localiza-se a aproximadamente 274 m acima do nível do mar.

## Localidades na vizinhança
O diagrama seguinte representa as localidades num raio de 16 km ao redor de La Valle.